# Bolivariet
Het mineraal bolivariet is een aluminium-fosfaat, een verbinding van een fosfaat met aluminium met molecuulformule Al2(PO4)(OH)3·4.5(H2O). Het is een gehydrateerd molecuul. Het is naar de entomoloog Ignacio Bolívar y Urrutia (1850-1940) genoemd uit Spanje. Het is doorschijnend groenwit of geelgroen, het heeft een glasglans en een witte streepkleur. Het is een amorf mineraal, dus heeft geen kristalstructuur en geen splijting. Het heeft een massadichtheid van 2 kg/l, de hardheid is 2,5 tot 3,5 en het is niet radioactief. Bolivariet is een mineraal dat voorkomt in spleten in graniet. De typelocatie is Pontevedra in Galicië, dus in Spanje.